# Mēga
Mēga är en ort i Etiopien.   Den ligger i regionen Oromia, i den södra delen av landet, 600 km söder om huvudstaden Addis Abeba. Mēga ligger 1 819 meter över havet och antalet invånare är 6 884.
Terrängen runt Mēga är kuperad norrut, men söderut är den platt. Mēga ligger uppe på en höjd. Runt Mēga är det glesbefolkat, med 8 invånare per kvadratkilometer. Det finns inga andra samhällen i närheten. Trakten runt Mēga består i huvudsak av gräsmarker.